# 竹内宏介
竹内 宏介（たけうち こうすけ、1947年1月6日 - 2012年5月3日）は、日本のスポーツジャーナリスト、プロレス評論家、解説者。
元日本スポーツ出版社代表取締役社長、のち顧問。ニックネームは「魂の解説者」「ミスター・ゴング」「昭和プロレスの伝道師」「魂のプロレス請負人」。

## 来歴
静岡県熱海市にて出生し、後に東京都台東区にて育つ。幼少時代、力道山による空前のプロレスブームが起こり、竹内も例外ではなく、街頭テレビに映る力道山に熱中した。
1965年にベースボール・マガジン社に入社し、格闘技専門誌である『プロレス&ボクシング』のカメラマンとしてプロレスに携わる。記事も執筆しており、19歳で『プロレス&ボクシング』、『月刊ボディビルマガジン』の編集長に就任するが、日本スポーツ出版社から新雑誌創刊のためにヘッドハンティングされたことを受け、1968年に日本スポーツ出版社へ転職し、『週刊ゴング』の前身である『月刊ゴング』を創刊する。
ジャイアント馬場、新間寿という全日本プロレス・新日本プロレス両団体の中枢の人物に信頼されており、1981年に発生した全日本と新日本との外国人引き抜き戦争（アブドーラ・ザ・ブッチャー、タイガー・ジェット・シン、スタン・ハンセンらの団体移籍）を『別冊ゴング』でいち早くスクープし、翌1982年の両団体休戦会談の仲介役も務めた。
編集業の傍ら、東京12チャンネルで放送されていた国際プロレス中継番組『国際プロレスアワー』の解説者としても活躍。そのハイテンションな喋り口が視聴者に受け、NETテレビ『ワールドプロレスリング』の解説も兼任していた。
また『月刊ゴング』創刊当時、ロサンゼルスでミル・マスカラスが｢謎の覆面レスラー」として話題を呼んでいるという話を東京スポーツの桜井康雄から聞いた竹内は、マスカラスのスター性にいち早く着目し、来日前から「マスカラス担当記者」を自称。彼を『ゴング』の看板レスラーに仕立て、初来日までに50回近くも特集記事を組んだ。1971年、マスカラスは日本プロレスに初来日、期待に違わぬ大活躍を見せる。その7年後の1978年、竹内も「マスカラス専用解説者」として『全日本プロレス中継』解説者に就任する。以降、同番組のレギュラー解説者を務める。
全日本プロレス中継の解説者としては、先代の山田隆、田鶴浜弘が引退した後、1990年代初期より若林健治との通称「若竹コンビ」及び、福沢朗とのハイテンションコンビで人気を博す。1992年を最後に放送席から離れていたが、1999年5月2日、東京ドームで行われたジャイアント馬場引退記念大会より復帰し、以降2000年の全日本分裂・中継終了までレギュラー解説者を務めた。その直後の10月9日、新日本の東京ドーム大会で新日本vs全日本の対抗戦が行われ、竹内はゲスト解説者として一回限りの『ワールドプロレスリング』復帰を果たした。
2000年以降は全日本残留側（馬場元子派）に付き、中継番組終了後もタイトルマッチの認定宣言でリングに上がるなど全日本を応援、以後は病に倒れるまで執筆活動に力を入れていた。また、国際プロレスの秘蔵映像を所有していたことから、DVD-BOXとして2005年に『伝説の国際プロレス 1969-1974 』が竹内の監修のもと発売され、2007年には流智美が監修のもと発売された『不滅の国際プロレス 1974-1981』には特典映像のスタジオトークに参加した。
2006年12月、脳梗塞で倒れ病床についていた。『週刊ゴング』も日本スポーツ出版社の事業停止に伴い2007年3月28日号で休刊し、同年9月には『週刊ゴング』の後継誌の一つである『Gリング』の最高顧問に就任したものの、『Gリング』は2008年8月号を以って休刊となった。
2012年5月3日20時24分、腸閉塞のため死去。65歳没。

## その他
- 著書は「全日本プロレス馬場『戦略』の真実!? 防御は最大の攻撃なり!!」「プロレス醜聞100連発」「昭和プロレス浪漫」「プロレス雑学簿」など多数。社長時代もゴングに連載を継続していた。
- 自宅にプロレス関係のビデオが何千本とあったようで、ホームビデオが普及していない時代からの中継ビデオをも所持していた。日本テレビで土曜深夜に放送していた番組『FULLスポーツこれくしょん』では若林健治（当時の実況アナウンサー）を家に招待し、このビデオストックの棚の前から中継したことがある（1992年放送）。ストックの中にはテレビ中継のない試合を自ら会場で撮影したものもあり、前記国際プロレス秘蔵映像もその一部である。国際以外でも、全日本の世界最強タッグ決定リーグ戦で実現したジャイアント馬場VS長州力のタッグ対決の映像などを所蔵していると語っていた。他にもWWEのポスターも貼られていたという。
- FMW（フロンティア・マーシャルアーツ・レスリング）の名付け親でもある。当初は新間寿が旗揚げを計画していた「格闘技連合」（後のユニバーサル・プロレスリング）のために竹内が考えていた名称であったが、親交のあった大仁田厚からも旗揚げする新団体の命名を同時期に頼まれ、竹内は大仁田の方にFMWの名称を提供することとなったという。ちなみに、大仁田らが考えていた団体名は「PWA（パシフィック・レスリング・アライアンス）」で、竹内は「PWF（全日本プロレスのタイトル管理団体）と紛らわしい」と苦言を呈している[4]。
- 解説時には「どうもっ!」「ですねっ!」を口癖にしていた。
- 『週刊ゴング』では、菊池孝・門馬忠雄との鼎談「三者三様」が名物企画だった[5]。
- 国際プロレスが崩壊した時、新日本プロレスへの移籍に反対していたマイティ井上は今後の進路に迷い、竹内に相談した。竹内は馬場にこの件について話し、井上は竹内の仲介で馬場と会談した上で冬木弘道（サムソン冬木）などを引き連れて全日本プロレスへ移籍した[6]。